# Тролок
Тролоците (на английски: Trolloc) са персонажи от поредицата „Колелото на Времето” на Робърт Джордан, създадени от Агинор по време на Войната на Сянката, като основна бойна единица на Тъмния. Те са хищници и се хранят основно с месо от всякакъв вид, като посягат дори на своите съюзници когато огладнеят.
С огромен ръст, съчетание от хора и зверове, те представляват извратена кръстоска от животински и човешки материал. На външен вид те са по-едри от хората, а на по-структура всеки е различен-един има вълча глава, друг рога и кози крака, трети перушина и клюн и т.н. Порочни и злонравни по природа, те убиват просто за удоволствие. Изключително коварни и не може да им се вярва, освен когато са притиснати от страх.
Оръжията им най-често са брадви с шипове или закривени като коси мечове, а също някои използват и тризъбци или копия със завъртян като кука връх. Рядко някои използват и лъкове.
Тролоците се делят на различни племена, някои от тях са Даймон, Давол, Гаргаел, Джинен и др. Интересно е, че имената на всяко тролокско племе, Джордан е заимствал от името на някое митологично създание. По-горните отговарят съответно на Демон, Дявол, Гаргойл и Джин.
Известна е омразата и дори страхът на тролоците към вълците. Когато един вълк надуши тролок той жертва дори собственият си живот само и само да отнеме неговият. Тролоците също нямат нищо против да убият някой самотен вълк, но ако забележат глутница стоят далеч от нея.
Вълците, както и айилците ги наричат Изкривените.
Някои тролоци са способни да изговарят човешка реч, макар че им е трудно понеже техният език е много по-различен и гърлата им не са пригодени за човешкият.
Тролоците са хищни създания и в много случаи неразумни и не особено интелигентни.